# Tateurndina ocellicauda
Cá bống công (Danh pháp khoa học: Tateurndina ocellicauda) là một loài cá nước ngọt nhiệt đới và là loài đặc hữu của khu vực phía đông của Papua New Guinea. 

## Đặc điểm
Nó có thể được tìm thấy trong các luồng nước và lơ lửng trên các chất nền trong các con sông và ao hồ. Loài này có thể đạt chiều dài 7,5 cm (3,0 in) TL. Nó hiện đang là thành viên duy nhất được biết đến trong chi của nó. Mặc dù cá bống công là loài hòa bình, và chăm sóc khá dễ nhưng nếu không có đủ chỗ trong bể thì con đực và con cái trở nên hung hãn. Có ít nhất 10 gallon (40 lít) được đề nghị cho một nhóm từ tối đa 4-5 cá thể. Với cá bống công, con đực có một cái trán rõ rệt hay một vết sưng. Con cái có một sọc đen ở rìa của vây lưng và vây hậu môn. 